# 4244 Zakharchenko
4244 Zakharchenko (1981 TO3) là một tiểu hành tinh vành đai chính được phát hiện ngày 7 tháng 10 năm 1981 bởi L. I. Chernykh ở Nauchnyj.